# Albert Dalimier
Albert Dalimier (Bordeaux, 20 februari 1875 – Neuilly-sur-Seine, 6 mei 1936) was een Frans politicus. Dalimier was politicus voor de Républicains Radicaux et Radicaux-Socialistes en bekleedde diverse ministersposten in diverse kabinetten.
Dalimier verliet de Franse politiek in 1934 nadat hij betrokken was geraakt bij de Staviskyaffaire. De overheid had verzekeringsmaatschappijen ertoe gedwongen om obligaties van Crediti Municipal Bayonne te kopen. Na de dood van Alexandre Stavinsky en de crisis van 6 februari 1934 nam Dalimier ontslag.

## Politieke werkzaamheden
- Staatssecretaris voor de Schone Kunsten (1914-1917)
- Minister van Arbeid en Welzijn (1932-1933)
- Minister van Koloniën (1933-1934)
- Minister van Justitie (1933)
- Vicepresident (1933)

- Bibliothèque nationale de France: cb14885144v (data)
- Gemeinsame Normdatei: 13346220X
- International Standard Name Identifier: 0000 0000 5489 7088
- Système universitaire de documentation: 096310391
- Virtual International Authority File: 30727858
- WorldCat: E39PBJwXdvdgrr7XHbVRjbFYfq